# Melolobium stipulatum
Melolobium stipulatum là một loài thực vật có hoa trong họ Đậu. Loài này được (Thunb.) Harv. miêu tả khoa học đầu tiên.